# Copris antares
Copris antares là một loài bọ cánh cứng trong họ Bọ hung (Scarabaeidae).